# Торшвиль
Торшви́ль (фр. Torcheville, нем. Dorsweiler) — коммуна во французском департаменте Мозель региона Лотарингия. Относится к  кантону Альбестроф.

## Географическое положение
Торшвиль расположен в 55 км к юго-востоку от Меца. Соседние коммуны: Альбестроф на севере, Мюнстер и Живрикур на востоке, Энсвиллер и Лор на юго-востоке, Гензелен на юге, Мольрен на юго-западе, Небен на западе, Мондидье на северо-западе.

## История
- До 1870 года до германской оккупации был в составе французского департамента Мёрт.
- В 1973—1983 годах входил в Альбестроф.

## Демография
По переписи 2007 года в коммуне проживало 174 человека.	

## Достопримечательности
- Следы фундамента бывшего средневекового замка.
- Церковь Сен-Пьер XVIII-XIX веков, хоры XVIII века.